# Diplom-Kaufmann
Diplom-Kaufmann (Dipl.-Kfm.), w rodzaju żeńskim Diplom-Kauffrau (Dipl.-Kff. lub Dipl.-Kffr.) (z niem. ekonomista dyplomowany) jest niemieckim akademickim tytułem zawodowym, uzyskiwanym po ukończeniu studiów na poziomie magisterskim na kierunku Betriebswirtschaftslehre (z niem. nauki o przedsiębiorstwie). Polskim odpowiednikiem tego tytułu akademickiego jest stopień magistra w dziedzinie zarządzania.
Przykładowymi specjalizacjami kierunku Betriebswirtschaftslehre (BWL) są: zarządzanie, organizacja, marketing, finanse, bankowość, rachunkowość.